# さらば女ともだち
『さらば女ともだち』（さらばおんなともだち）は、1983年2月3日 - 1983年3月24日にかけて、毎週木曜21時からテレビ朝日系列で放送していたテレビドラマである。全8回。

## ストーリー
高辺信は、テレビ局・東洋テレビの人事部課長をしている。性格は真面目で部下からも慕われている。ある日信は、10年連れ添った妻の高辺美子から突然離婚を言い渡されてしまう。浮気なんかしていないし、結婚以来美子には、何不自由な思いはさせていなかっただけにショックも大きく。自由が丘の自宅を飛び出し、その足でホテルに行き部屋に入ったが、信が閉所恐怖症であるため、すぐにホテルを飛び出し歩道橋から身を投げだそうとするが勇気がなく、鬱状態の中で辿り着いたのは、独り暮らしをしている友人・竹井誠が住んでいるマンションだった。誠はブライダル・プランニングの会社を経営しながらもプライベートでは、15年前に離婚して以来独身生活を謳歌している。誠には神戸に住んでいる一人娘の竹井麻子がいる。麻子とは離婚して以来1度も会っていない。その日は麻子と同い年（実際は浅野より田中の方が5歳年上）の馴染みの喫茶店「マドモアゼル」（誠が勤務している会社の下にある）のウェイトレスの恩田かすみを口説き、誠のマンションに招き入れ、誠はかすみとの夜を楽しみたいと思ってただけに激怒。それでも仕方なく、信を泊めてあげることにする。しかし、信はそのまま居着いてしまい、中年男同士の奇妙な共同生活が始まってしまった。その生真面目な性格から女房気取りで几帳面に家事をこなす信に、ずぼらながらも気楽な生活を送っていた誠はすっかり翻弄されてしまう。しばらくして、麻子が神戸から訪ねてきた。麻子は実の父親の誠が、どういう人間なのかを確かめるためにやって来たのだった。（第一回で麻子は、信と修一にそれぞれ会っている。また、誠とかすみが付き合っていたことは麻子は最初は知らなかった）それから、美子は友人・田井早苗（第5回から出演）に相談する。早苗自信も離婚歴があり、美子に色々とアドバイスをする。早苗が離婚したときの弁護士を美子に紹介したりする。誠や信には行きつけの会員制倶楽部「ギャラントメン」というバーがあり、そこで友人たちといつも飲んでいる。一方、信の方も誠ともに友人・大森浩、真田信二、玉越一郎に相談する。

## 製作概要
数年前から杉浦と石立の共演で重ねていた舞台劇『おかしな二人』（ニール・サイモン作）をテレビドラマに翻案。脚本はその舞台劇の演出と脚本を手がけていた福田陽一郎によるもので、製作もその舞台劇を手がけていたオフィス・トゥー・ワンが担当している。テレビ朝日側プロデューサーの大井素宏によれば、家族団欒で観るような既存のホームドラマを脱した“大人のドラマ”で、洒落た会話が飛び交うシティコメディーを目指したという。（『週刊TVガイド』1983年2月4日号インタビューより）。なお、この1983年2月の同月スタートのテレビドラマには、TBS系『金曜日の妻たちへ』などがある。
ドラマのために作られた主題歌「さらば女ともだち」と挿入歌「女嫌いのバラード」は主演の二人によるデュエットで、番組の放送に合わせてシングル・レコード化されて発売された。後年、挿入歌「女嫌いのバラード」が関根勤と小堺一機のラジオ番組『コサキンDEワァオ!』名物のコサキンソングとして採り上げられ、大御所俳優同士のその組み合わせ、その壮絶な歌詞、その珍妙な歌唱（杉浦にとってはレコーディング初体験）が話題となってカルト的人気を博す。

## 出演
- 竹井誠：杉浦直樹
- 竹井麻子：浅野温子

誠の一人娘。
- 宝田修一：井上純一

誠の会社の部下。
- 幾子：結城しのぶ

会員制倶楽部「ギャラントメン」のママ。
- 田井早苗：浅茅陽子

美子の友人。第5回から出演。
- 高辺美子：木内みどり

信の妻。
- 玉越一郎：西岡徳馬

誠と信の友人。
- 真田花子：塩沢とき

信二の妻、信二は婿養子。第2回から出演。
- 高辺信の部下：金田明夫
- 五月晴子
- 福井裕子
- 山口純平
- 一橋大介
- 吉田未来
- 及川ヒロオ
- 黒田文子
- 木内利明
- 松田智恵子
- おやま克博
- 大和田きみ子
- 山口めぐみ
- 山口真司
- 松下京子
- 戸村英子
- 国枝量平
- 沢田一揆
- 鈴木よしひろ
- 劇団白鳥座
- 真田信二：名古屋章

誠と信の友人。
- 大森浩：仲谷昇

誠と信の友人。
- 恩田かすみ：田中好子

誠の彼女。
- 高辺信：石立鉄男

## スタッフ
- 脚本：福田陽一郎
- 音楽：平野融
- タイトル画：長沢節
- デザイン：岡田道哉
- 美術：板垣昭次
- 技術：松野功夫
- カメラ：宮田一
- 照明：渡辺敏正
- 音声：小出雅三
- 美粧：神山繁
- 衣裳：高畑耕次郎
- 大道具：榛原良忠
- 小道具：小島佑吉
- 造園：白井和
- 調整：杉本善忠
- 編集：生稲寿也
- 効果：飯塚貞三
- 記録：野呂和子
- 演出補：高戸晨一
- 企画協力：杉浦直樹事務所
- プロデューサー：大井素宏（テレビ朝日）、植松清孝（オフィス・トゥー・ワン）
- 演出：山内和郎、小関明
- 制作：テレビ朝日、オフィス・トゥー・ワン

## 主題歌
- 「さらば女ともだち」
- 作詞・福田陽一郎
- 作曲・三木たかし
- 編曲・川村栄二
- 唄 ・杉浦直樹、石立鉄男

## 挿入歌
- 「女嫌いのバラード」
- 作詞・福田陽一郎
- 作曲・三木たかし
- 編曲・川村栄二
- 唄 ・杉浦直樹、石立鉄男